# Вид из окна в Ле Гра
«Вид из окна в Ле Гра» (фр. Point de vue du Gras) — первая из дошедших до наших дней гелиогравюр. Считается первой в мире фотографией, снятой с натуры. Создана французским изобретателем Жозефом Нисефором Ньепсом в 1826 (по другим данным — в 1827) году на пластинке, покрытой слоем битума. Технология гелиографии разработана Ньепсом уже в начале 1820-х годов, однако изначально использовалась только для тиражирования рисунков контактным способом, а более ранние изображения, снятые при помощи камеры-обскуры, не сохранились.

## Создание
Ньепс получил этот снимок, проэкспонировав в камере-обскуре пластинку из пьютера размером 16,2×20,2 сантиметров, покрытую сирийским асфальтом (битумом).
Из-за низкой светочувствительности экспозиция длилась не менее 8 часов при ярком солнечном свете. Об этом свидетельствует освещение противоположных стен зданий, возможное только при суточном перемещении Солнца в течение этого времени. Согласно современным исследованиям, экспозиция могла продолжаться несколько суток. Из всех гелиогравюр, созданных Ньепсом, эта единственная, полученная с помощью камеры-обскуры. Все остальные, демонстрировавшиеся им для иллюстрации своего изобретения, представляли собой контактные копии рисунков.

## Технология и хранение
Технология Ньепса мало похожа на современную аналоговую фотографию и более близка к типографским фотомеханическим процессам. Слой битума, частично полимеризованный под действием света, становится малорастворимым в смеси лавандового масла и уайт-спирита, которой пластинка обрабатывалась после экспозиции. Напротив, битум неэкспонированных участков смывается этой смесью, обнажая поверхность пластинки, которая затем протравливается кислотой. Обработка заканчивалась снятием остатков битума при помощи спирта и промывкой. Протравленные неэкспонированные участки поверхности меняли свою структуру, приобретая способность удерживать типографскую краску, которой и делались оттиски на бумаге. Поверхность полученного таким способом клише выглядит почти однородной, лишь незначительно меняя степень отражения света на протравленных участках. В настоящее время оригинал снимка находится в Исследовательском центре Гарри Рэнсома (англ.) в городе Остин (штат Техас, США). Он заключён в специальный кейс, наполненный бескислородной газовой смесью, замедляющей старение.

## Описание
Широко известная фотография представляет собой типографский оттиск с клише и изображает вид из окна мастерской Ньепса в поместье Гра, расположенном в городке Сен-Лу-де-Варен французской провинции Бургундия. Низкое качество мешает рассмотреть детали, тем не менее, можно увидеть две стены и покатую крышу какого-то здания. На дальнем плане заметны дерево и ещё один дом с отчётливо видимыми окнами. В 2003 году журнал «Life» внёс этот снимок в список «100 фотографий, изменивших мир».